# Антіпов Олександр Миколайович
Олекса́ндр Микола́йович Анті́пов (нар. 10 березня 1949, с. Михайлюки, Новоайдарський район, Луганська область, Українська РСР, СРСР) — український господарник і політик, голова Луганської ОДА (15.09.2006 — 18.03.2010), у 1990—2003, 2003—2005 та з березня 2010 — Голова Державної податкової адміністрації (інспекції, служби) у Луганській області.

## Життєпис
Народився 10 березня 1949 року в с. Михайлюки Новоайдарського району на Луганщині.

### Освіта
У 1976 році закінчив Донецький державний університет за спеціальністю економіст.
У 2000 році присвоєно науковий ступінь кандидата економічних наук.

### Кар'єра
Трудову діяльність розпочав у березні 1968 року інспектором Кам'янобрідського районного фінансового відділу Луганська.
У 1968—1970 проходив службу в лавах Радянської Армії. Воїн-інтернаціоналіст, нагороджений медаллю «За військову доблесть».
Після демобілізації з армії працював на різних посадах у фінансових органах Луганська, зокрема протягом шести років завідувачем фінансового відділу Луганського міськвиконкому.
У 1984—1990 — начальник фінансового управління Львівського облвиконкому.
У 1990—2003 — голова Державної податкової адміністрації в Луганській області.
У 2003 році призначено головою Державної податкової адміністрації у Запорізькій області.
У кінці 2003 року повернувся на попереднє місце роботи, очоливши Державну податкову адміністрацію в Луганській області.
З квітня 2005 до вересня 2006 року — доцент Східноукраїнського національного університету імені В. Даля у м. Луганську.
Указом Президента України від 15 вересня 2006 року № 756/2006 призначений головою Луганської обласної державної адміністрації. Державний службовець 1-го рангу.
З березня 2010 — Голова Державної податкової адміністрації (з 2012 — служби) у Луганській області (з 2013 — Начальник ГУ Міндоходів у Луганській області).
Депутат Луганської обласної ради з 2006 р., в якій очолював фракцію Партії регіонів України.

### Затримання
24 травня 2017 року був затриманий в ході масштабної антикорупційної операції, проведеної спільними силами Національної поліції та військової прокуратури. У нього було вилучено 3,8 млн доларів готівкою. Того ж дня був випущений на волю Печерським районним судом під заставу в розмірі 15 млн грн, хоча прокурори просили для Антіпова запобіжний захід у вигляді тримання під вартою з альтернативою внесення застави в розмірі 200 млн грн.

## Нагороди
Нагороджений державними нагородами: орденом «Знак Пошани», орденом «За заслуги» III та II ступеня, відзначений почесним званням «Заслужений економіст України».

## Родина
Одружений. Дружина: Антіпова Світлана Володимирівна, 1955 р. н., працює завідувач кафедри Луганського медичного університету. Діти: сини Олег (1971 р. н.) та Олександр (1995 р.н.).